# Rafael Pereira da Silva (calciatore 1990)
Rafael Pereira da Silva, noto semplicemente come Rafael (Petrópolis, 9 luglio 1990), è un ex calciatore brasiliano, di ruolo difensore.

## Biografia
Ha un fratello gemello di nome Fábio, anch'egli calciatore.

## Caratteristiche tecniche
Gioca prevalentemente nel ruolo di terzino destro. Dotato di un buon dinamismo e di una buona tecnica di base, sa distinguersi sia nella fase difensiva che in quella offensiva.
Nel 2010 è stato inserito nella lista dei migliori calciatori nati dopo il 1989 stilata da Don Balón.

## Carriera

### Club

#### Fluminense e Manchester United
Arriva a Manchester nel giugno del 2008 dalle giovanili del Fluminense insieme con il fratello gemello Fábio, terzino sinistro. Indossa la maglia numero 21. Ha esordito con la squadra di Ferguson il 23 settembre 2008 nel terzo turno di Football League Cup contro il Middlesbrough. Il 30 settembre 2008 esordisce in Champions League nella trasferta contro l'Aalborg.
Arriva anche l'esordio in Premier League il 18 ottobre 2008 contro il West Bromwich e l'8 novembre 2008 segna contro l'Arsenal il suo primo gol. Il 19 aprile 2009 gioca contro l'Everton in FA Cup la prima partita insieme con il fratello. A fine stagione rinnova il contratto fino al 2013. Dopo ottime prestazioni con lo United, il 2 luglio rinnova il suo contratto fino al 2016.
Nella stagione 2012-2013 diventa uno dei perni dello scacchiere di Alex Ferguson togliendo il posto da titolare a giocatori come Chris Smalling e Phil Jones. Conclude la stagione vincendo la Premier League e mettendo a segno 3 gol in 28 presenze in campionato. Inizia la stagione 2013-2014 con la vittoria per 2-0 in Community Shield ai danni del già retrocesso Wigan.
Nella stagione 2014-2015 trova la prima presenza nella gara vinta 4-0 in casa contro il QPR. Nell'occasione raggiunge quota 100 presenze in Premier League con la maglia del Manchester United. Il 27 settembre 2014 regala un assist al compagno di squadra Rooney per il gol del momentaneo 1-0 nella partita vinta 2-1 in casa contro il West Ham Utd. Il 4 gennaio 2015 trova la prima presenza stagionale In FA Cup nella gara vinta 2-0 sul campo dello Yeovil Town.

#### Olympique Lione
Dopo 8 stagioni saluta il Manchester United ed il 3 agosto 2015 viene acquistato dai francesi dell'Olympique Lione con cui firma un contratto di durata quadriennale. Il 17 agosto 2018 disputa il suo centesimo match con la maglia dei francesi, in occasione della gara di campionato contro il Stade Reims.

### Botafogo
È stato annunciato ufficialmente dal Botafogo l'8 settembre 2021. Lui e suo fratello gemello Fábio erano tifosi del club da bambini.
Nel luglio 2023, Rafael ha subito un grave infortunio al ginocchio sinistro nella classica contro il Vasco, allo stadio Nilton Santos, nel campionato brasiliano. Rafael è stato sottoposto a un intervento chirurgico il giorno dopo la classica.
Nell'ottobre 2023, ancora fuori gioco, il terzino destro ha presentato un rinnovo con il Botafogo fino alla fine del 2024.
Rafael è tornato a giocare per il Botafogo solo nel marzo 2024, dopo più di otto mesi di assenza per infortunio.
Nell'aprile 2024, dopo una serie di infortuni per il Botafogo, Rafael ha annunciato il suo ritiro alla fine dell'anno.
Nella prima metà di aprile al terzino destro è stata diagnosticata una frattura della rotula del ginocchio sinistro e l'atleta ha iniziato le cure. Botafogo ha informato che il termine per la restituzione era di otto settimane.

### Nazionale
Con la nazionale brasiliana ha disputato il Mondiale Under-17 2007 insieme al fratello. Dotato del passaporto portoghese, l'allenatore della nazionale portoghese, Carlos Queiroz offre, a lui ed a suo fratello, la possibilità di giocare con la sua nazionale.
Il 6 luglio 2012 viene convocato per disputare le XXX Olimpiadi. La nazionale brasiliana conclude il torneo qualificandosi al secondo posto dietro la nazionale messicana, perdendo nella finale di Wembley 2 a 1 l'11 agosto.

## Statistiche

### Presenze e reti nei club
Statistiche aggiornate al 8 dicembre 2024.
| Stagione                 | Squadra                  | Campionato               | Campionato | Campionato | Coppe nazionali | Coppe nazionali | Coppe nazionali | Coppe continentali | Coppe continentali | Coppe continentali | Altre coppe | Altre coppe | Altre coppe | Totale | Totale |
| Stagione                 | Squadra                  | Comp                     | Pres       | Reti       | Comp            | Pres            | Reti            | Comp               | Pres               | Reti               | Comp        | Pres        | Reti        | Pres   | Reti   |
| ------------------------ | ------------------------ | ------------------------ | ---------- | ---------- | --------------- | --------------- | --------------- | ------------------ | ------------------ | ------------------ | ----------- | ----------- | ----------- | ------ | ------ |
| 2008-2009                | Manchester Utd           | PL                       | 16         | 1          | FACup+CdL       | 2+5             | 0               | UCL                | 4                  | 0                  | CS+SU+Cmc   | 1+0+1       | 0           | 29     | 1      |
| 2009-2010                | Manchester Utd           | PL                       | 8          | 1          | FACup+CdL       | 0+4             | 0               | UCL                | 4                  | 0                  | CS          | 0           | 0           | 16     | 1      |
| 2010-2011                | Manchester Utd           | PL                       | 16         | 0          | FACup+CdL       | 3+2             | 0               | UCL                | 7                  | 0                  | CS          | 0           | 0           | 28     | 0      |
| 2011-2012                | Manchester Utd           | PL                       | 12         | 0          | FACup+CdL       | 1+1             | 0               | UCL+UEL            | 0+3                | 0                  | CS          | 1           | 0           | 18     | 0      |
| 2012-2013                | Manchester Utd           | PL                       | 28         | 3          | FACup+CdL       | 4+1             | 0               | UCL                | 7                  | 0                  | -           | -           | -           | 40     | 3      |
| 2013-2014                | Manchester Utd           | PL                       | 19         | 0          | FACup+CdL       | 0+5             | 0               | UCL                | 4                  | 0                  | CS          | 1           | 0           | 29     | 0      |
| 2014-2015                | Manchester Utd           | PL                       | 10         | 0          | FACup+CdL       | 1+0             | 0               | -                  | -                  | -                  | -           | -           | -           | 11     | 0      |
| Totale Manchester United | Totale Manchester United | Totale Manchester United | 109        | 5          |                 | 29              | 0               |                    | 29                 | 0                  |             | 4           | 0           | 171    | 5      |
| 2015-2016                | O. Lione                 | L1                       | 21         | 1          | CF+CdL          | 1+0             | 0               | UCL                | 5                  | 0                  | -           | -           | -           | 27     | 1      |
| 2016-2017                | O. Lione                 | L1                       | 27         | 0          | CF+CdL          | 2+0             | 0               | UCL+UEL            | 5+6                | 0                  | SF          | 1           | 0           | 41     | 0      |
| 2017-2018                | O. Lione                 | L1                       | 24         | 1          | CF+CdL          | 1+0             | 0               | UEL                | 6                  | 0                  | -           | -           | -           | 31     | 1      |
| 2018-2019                | O. Lione                 | L1                       | 18         | 0          | CF+CdL          | 0+0             | 0               | UCL                | 1                  | 0                  | -           | -           | -           | 19     | 0      |
| 2019-2020                | O. Lione                 | L1                       | 13         | 0          | CF+CdL          | 3+2             | 0               | UCL                | 1                  | 0                  | -           | -           | -           | 19     | 0      |
| lug.-sep. 2020           | O. Lione                 | L1                       | 0          | 0          | CF              | 0               | 0               | -                  | -                  | -                  | -           | -           | -           | 0      | 0      |
| Totale O. Lione          | Totale O. Lione          | Totale O. Lione          | 103        | 2          |                 | 9               | 0               |                    | 24                 | 0                  |             | 1           | 0           | 137    | 2      |
| 2020-2021                | İstanbul Başakşehir      | SL                       | 21         | 0          | TK              | 1               | 0               | UCL                | 6                  | 0                  | -           | -           | -           | 28     | 0      |
| sep.-dic. 2021           | Botafogo                 | A/RJ+B                   | 0+4        | 0          | CB              | -               | -               | -                  | -                  | -                  | -           | -           | -           | 4      | 0      |
| 2022                     | Botafogo                 | A/RJ+A                   | 1+7        | 0          | CB              | -               | -               | -                  | -                  | -                  | -           | -           | -           | 8      | 0      |
| 2023                     | Botafogo                 | A/RJ+A                   | 8+9        | 0          | CB              | 3               | 0               | CS                 | 4                  | 0                  |             | -           | -           | 24     | 0      |
| 2024                     | Botafogo                 | A/RJ+A                   | 2+1        | 0          | CB              | -               | -               | CS                 | 1                  | 0                  | CInt        | -           | -           | 4      | 0      |
| Totale Botafogo          | Totale Botafogo          | Totale Botafogo          | 11+21      | 0          |                 | 3               | 0               |                    | 5                  | 0                  |             | -           | -           | 40     | 0      |
| Totale carriera          | Totale carriera          | Totale carriera          | 265        | 7          |                 | 42              | 0               |                    | 64                 | 0                  |             | 5           | 0           | 376    | 7      |

### Cronologia presenze e reti in nazionale
| Cronologia completa delle presenze e delle reti in nazionale ― Brasile | Cronologia completa delle presenze e delle reti in nazionale ― Brasile | Cronologia completa delle presenze e delle reti in nazionale ― Brasile | Cronologia completa delle presenze e delle reti in nazionale ― Brasile | Cronologia completa delle presenze e delle reti in nazionale ― Brasile | Cronologia completa delle presenze e delle reti in nazionale ― Brasile | Cronologia completa delle presenze e delle reti in nazionale ― Brasile | Cronologia completa delle presenze e delle reti in nazionale ― Brasile |
| Data                                                                   | Città                                                                  | In casa                                                                | Risultato                                                              | Ospiti                                                                 | Competizione                                                           | Reti                                                                   | Note                                                                   |
| ---------------------------------------------------------------------- | ---------------------------------------------------------------------- | ---------------------------------------------------------------------- | ---------------------------------------------------------------------- | ---------------------------------------------------------------------- | ---------------------------------------------------------------------- | ---------------------------------------------------------------------- | ---------------------------------------------------------------------- |
| 26-5-2012                                                              | Amburgo                                                                | Brasile                                                                | 3 – 1                                                                  | Danimarca                                                              | Amichevole                                                             | -                                                                      |                                                                        |
| 9-6-2012                                                               | East Rutherford                                                        | Argentina                                                              | 4 – 3                                                                  | Brasile                                                                | Amichevole                                                             | -                                                                      |                                                                        |
| Totale                                                                 |                                                                        | Presenze                                                               | 2                                                                      |                                                                        | Reti                                                                   | 0                                                                      |                                                                        |

| Cronologia completa delle presenze e delle reti in nazionale ― Brasile olimpica | Cronologia completa delle presenze e delle reti in nazionale ― Brasile olimpica | Cronologia completa delle presenze e delle reti in nazionale ― Brasile olimpica | Cronologia completa delle presenze e delle reti in nazionale ― Brasile olimpica | Cronologia completa delle presenze e delle reti in nazionale ― Brasile olimpica | Cronologia completa delle presenze e delle reti in nazionale ― Brasile olimpica | Cronologia completa delle presenze e delle reti in nazionale ― Brasile olimpica | Cronologia completa delle presenze e delle reti in nazionale ― Brasile olimpica |
| Data                                                                            | Città                                                                           | In casa                                                                         | Risultato                                                                       | Ospiti                                                                          | Competizione                                                                    | Reti                                                                            | Note                                                                            |
| ------------------------------------------------------------------------------- | ------------------------------------------------------------------------------- | ------------------------------------------------------------------------------- | ------------------------------------------------------------------------------- | ------------------------------------------------------------------------------- | ------------------------------------------------------------------------------- | ------------------------------------------------------------------------------- | ------------------------------------------------------------------------------- |
| 20-7-2012                                                                       | Middlesbrough                                                                   | Regno Unito olimpica                                                            | 0 – 2                                                                           | Brasile olimpica                                                                | Amichevole                                                                      | -                                                                               |                                                                                 |
| 26-7-2012                                                                       | Cardiff                                                                         | Egitto olimpica                                                                 | 2 – 3                                                                           | Brasile olimpica                                                                | Olimpiadi 2012 - 1º turno                                                       | 1                                                                               |                                                                                 |
| 29-7-2012                                                                       | Manchester                                                                      | Brasile olimpica                                                                | 3 – 1                                                                           | Bielorussia olimpica                                                            | Olimpiadi 2012 - 1º turno                                                       | -                                                                               |                                                                                 |
| 1-8-2012                                                                        | Newcastle upon Tyne                                                             | Brasile olimpica                                                                | 3 – 0                                                                           | Nuova Zelanda olimpica                                                          | Olimpiadi 2012 - 1º turno                                                       | -                                                                               |                                                                                 |
| 4-8-2012                                                                        | Newcastle upon Tyne                                                             | Brasile olimpica                                                                | 3 – 2                                                                           | Honduras olimpica                                                               | Olimpiadi 2012 - Quarti                                                         | -                                                                               |                                                                                 |
| 7-8-2012                                                                        | Manchester                                                                      | Corea del Nord olimpica                                                         | 0 – 3                                                                           | Brasile olimpica                                                                | Olimpiadi 2012 - Semifinale                                                     | -                                                                               |                                                                                 |
| 11-8-2012                                                                       | Londra                                                                          | Brasile olimpica                                                                | 1 – 2                                                                           | Messico olimpica                                                                | Olimpiadi 2012 - Finale                                                         | -                                                                               |                                                                                 |
| Totale                                                                          |                                                                                 | Presenze                                                                        | 7                                                                               |                                                                                 | Reti                                                                            | 1                                                                               |                                                                                 |

## Palmarès

### Club

#### Competizioni nazionali
- Campionato inglese: 3

Manchester United: 2008-2009, 2010-2011, 2012-2013
- Coppa di Lega inglese: 2

Manchester United: 2008-2009, 2009-2010
- Community Shield: 4

Manchester United: 2008, 2010, 2011, 2013
- Campionato brasiliano: 1

Botafogo: 2024

#### Competizioni internazionali
- Coppa del mondo per club: 1

Manchester United: 2008
- Coppa Libertadores: 1

Botafogo: 2024

### Nazionale
- Argento olimpico: 1

Londra 2012